# Didimkin
Didimkin (en rus: Дыдымкин) és un poble (un khútor) del krai de Stàvropol, a Rússia, que en el cens del 2010 tenia 2.925 habitants. Pertany al districte rural de Kurskaia.